# Гартсвілл (Індіана)
Гартсвілл (англ. Hartsville) — місто (англ. town) в США, в окрузі Бартолом'ю штату Індіана. Населення — 317 осіб (2020).

## Географія
Гартсвілл розташований за координатами 39°16′1″ пн. ш. 85°41′56″ зх. д. / 39.26694° пн. ш. 85.69889° зх. д. (39.266875, -85.698982).  За даними Бюро перепису населення США в 2010 році місто мало площу 0,89 км², уся площа — суходіл. В 2017 році площа становила 0,84 км², уся площа — суходіл.

## Демографія
Згідно з переписом 2010 року, у місті мешкали 362 особи в 132 домогосподарствах у складі 98 родин. Густота населення становила 407 осіб/км².  Було 148 помешкань (166/км²).
Расовий склад населення:
| - 97,0 % — білих - 1,1 % — чорних або афроамериканців |

До двох чи більше рас належало 1,9 %. Частка іспаномовних становила 1,1 % від усіх жителів.
За віковим діапазоном населення розподілялося таким чином: 26,8 % — особи молодші 18 років, 60,5 % — особи у віці 18—64 років, 12,7 % — особи у віці 65 років та старші. Медіана віку мешканця становила 36,5 року. На 100 осіб жіночої статі у місті припадало 88,5 чоловіків;  на 100 жінок у віці від 18 років та старших — 93,4 чоловіків також старших 18 років.
Середній дохід на одне домашнє господарство  становив 54 191 долар США (медіана — 43 594), а середній дохід на одну сім'ю — 63 032 долари (медіана — 60 833). За межею бідності перебувало 9,0 % осіб, у тому числі 11,1 % дітей у віці до 18 років та 4,7 % осіб у віці 65 років та старших.
Цивільне працевлаштоване населення становило 167 осіб. Основні галузі зайнятості: виробництво — 38,3 %, освіта, охорона здоров'я та соціальна допомога — 18,6 %, будівництво — 9,6 %, роздрібна торгівля — 9,0 %.